# مسابقه چالش هوش مصنوعی
چالش هوش مصنوعی یک مسابقه بین‌المللی برنامه‌نویسی هوش مصنوعی بود که توسط باشگاه علوم کامپیوتر دانشگاه واترلو آغاز شد. در ابتدا این مسابقه فقط برای دانشجویان دانشگاه واترلو بود. در سال ۲۰۱۰، این مسابقه از طرف گوگل حمایت مالی شد و به دانشجویان بین‌المللی و عموم مردم اجازه حضور داد.
هر شرکت کننده یک برنامه کامپیوتری مستقل برای بازی در مقابل حریف می‌نویسد و سپس کد منبع را در یک سرور آپلود می‌کند. موتور مسابقه از یک الگوریتم خاص برای ایجاد رتبه‌بندی استفاده می‌کند.
این مسابقه بخش انلاین هم دارد که دانستنی است در رده کودک برای اولین بار کودک 12 ساله ایرانی علی رضا آزادی برنده این مسابقه شد

## برندگان
| مسابقه       | موضوع            | برنده                         |
| ------------ | ---------------- | ----------------------------- |
| ۲۰۰۹/پاییز   | سنگ کاغذ قیچی    | آمستان                        |
| ۲۰۱۰/بهار    | Tron Lightcycles | a1k0n (اندی اسلون)            |
| ۲۰۱۰/پاییز   | جنگ سیاره‌ها      | Bocsimackó (Gábor Melis)      |
| ۲۰۱۱ / پاییز | مورچه‌ها          | xathis (Mathis Lichtenberger) |